# Jan Serfontein (rugby à XV)
Pour les articles homonymes, voir Jan Serfontein.

a Compétitions nationales et continentales officielles uniquement.

b Matchs officiels uniquement.
Dernière mise à jour le 16 juin 2025.
Jan Serfontein, né à Port Elizabeth le 15 avril 1993, est un joueur international sud-africain de rugby à XV jouant au poste de centre.
Après une carrière junior couronnée d'un titre mondial en  2012 et un trophée de meilleur junior IRB la même année, il devient international Springboks en juin 2013 face à l'Italie.
Il remporte le Championnat de France avec Montpellier en 2022.

## Biographie
Ayant joué pour les Blue Bulls en Currie Cup et pour la franchise des Bulls en Super Rugby, Jan Serfontein rejoint les rangs du Montpellier Hérault rugby et le Top 14 en octobre 2017.
Durant la saison 2021-2022, son club, le MHR, termine à la deuxième place de la phase régulière et se qualifie donc pour les phases finales. Lors de la demi-finale, il est titulaire au poste de centre avec Geoffrey Doumayrou et bat l'Union Bordeaux Bègles, se qualifiant ainsi pour la finale. Le 24 juin 2022, il est de nouveau titulaire lors de la finale du Top 14 et affronte victorieusement le Castres olympique (victoire 29 à 10). Il remporte ainsi son deuxième titre avec le club héraultais, après les Challenge européen en 2021. Cette saison 2021-2022, il joue 19 matchs toutes compétitions confondues et marque 3 essais.
Lors de l'été 2025, il retourne dans son club formateur des Bulls. 

## Palmarès

### En club
- Montpellier HR
  - Finaliste du Championnat de France en 2018
  - Vainqueur du Challenge européen en 2021
  - Vainqueur du Championnat de France en 2022

### En sélection nationale
- Afrique du Sud -20
  - Vainqueur de la Coupe du monde junior en 2012

### Distinctions personnelles
- Élu Joueur Junior de l'année aux prix World Rugby en 2012.

## Statistiques
Au 31 octobre 2015, Jan Serfontein compte 26 sélections, dont onze en tant que titulaire, en Afrique du Sud. Il inscrit dix points, deux essais. Il obtient sa première sélection avec les Springboks le 8 juin 2013 à Durban contre l'Italie.
Il participe à une édition du Rugby Championship, en 2014.
Non retenu dans le groupe initial de 31 joueurs pour la coupe du monde, il est rappelé pour pallier le forfait du capitaine Jean de Villiers, de nouveau touché à la mâchoire.